# Xylariopsis fulvonotata
Xylariopsis fulvonotata là một loài bọ cánh cứng trong họ Cerambycidae.